# Hoppflugor
Hoppflugor (Sphaeroceridae) är en familj i insektsordningen tvåvingar som hör till underordningen flugor. Hoppflugor är små och mörka flugor vars larver lever i ruttnande organiskt material eller djurspillning. Över 1 300 arter fanns beskrivna världen över vid början av 2000-talet. Troligen finns det många fler arter kvar att upptäcka. I Sverige finns 138 arter.

## Kännetecken
Hoppflugor mäter mellan 0,7 och 5,5 millimeter från huvudet till bakkroppsspetsen. Kroppsbyggnaden är robust med kraftiga ben. Utmärkande för gruppen är det första fotsegmentet på bakbenen som är påtagligt brett. Antennerna är treledade. Det sista antennsegmentet är rundat och kort med ett långt, tunt antennborst på ovansidan.

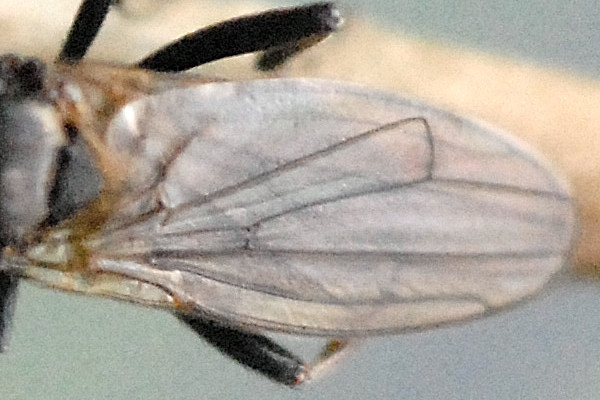
Närbild på vingen hos hoppflugan Copromyza stercoraria.

Vingarna är ganska korta men breda och oftast något rökfärgade. Mot spetsen på vingarna är ådernätet ofta reducerat. Det finns en del arter som bara har små vingar eller är vinglösa.
Kroppen är oftast mörk i färgen. Några arter har rödaktiga eller gulaktiga inslag. Kroppen är lite tillplattad ovanifrån. På mellankroppens ovansida finns fina hår och borst vars täthet och utseende varierar mycket mellan arterna. Huvudet är medelstort, rundat eller något kantigt, med små till medelstora fasettögon. Bakkroppen är mer eller mindre cylindrisk, men kan hos honor med ägg vara mer rundad. 
Ett ytterligare kännetecken för gruppen är rörelsemönstret, hoppflugor förflyttar sig ofta genom att gå eller springa och kilar ofta omkring på ett hoppande vis, blandat med kortare flygturer hos arter med utvecklade vingar.

## Levnadssätt
Hoppflugor har som alla flugor en livscykel som omfattar fullständig förvandling med fyra utvecklingsstadier, ägg, larv, puppa och imago. Larverna lever i ruttnande organiskt material, som ruttnande växtdelar, svampar, tång eller kadaver. Vissa arter kan utnyttja olika ruttnande organiskt material för lavrvutvecklingen, medan andra är mer eller mycket specialiserade. En del arter är som larver koprofager och utvecklas i djurspillning. Hoppflugor som utvecklas i djurspillning kan bli talrika och besvärande i stall och andra byggnader där djur hålls om gödselhanteringen är bristfällig och spillning tillåts ansamlas. Hoppflugor anses dock i allmänhet inte utgöra någon fara för människor som smittspridare, som vissa andra flugor som lever i och kring spillning gör, eftersom de i regel inte dras till matvaror. I naturen tillhör de ekosystemens nedbrytare.

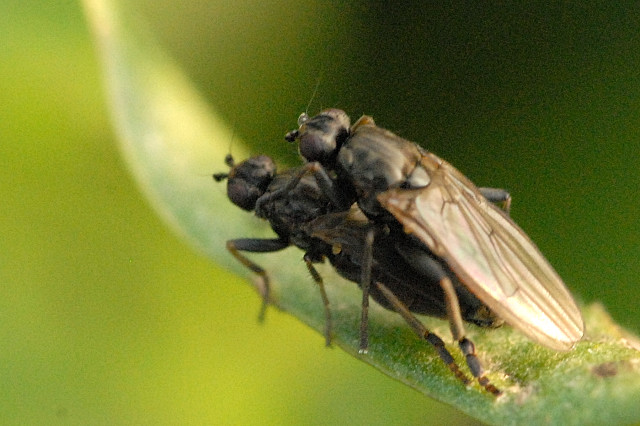
Hoppflugor (Limosina silvatica) som parar sig.